# Vorošilovski most
Vorošilovski most (rusko: Вороши́ловский мо́ст) je most čez reko Don v  Rostovu na Donu, Rusija. Zgradili so ga v letih 1961–1965, odgovrna za gradnjo sta bila inženir projekta N. I. Kuznecov in arhitekt S. A. Kleiman. Med gradnjo mostu so bili uporabljeni lepilni spoji. Most povezuje Rostov z drugimi mestnimi soseskami, vključno z Bataiskom in Azovom. Most je dobil ime po istoimenski aveniji katere del je.

## Zgodovina
Vorošilovski most so gradili od leta 1961 do 1965 leta. Projektirala sta ga inženir N. I. Kuznetsov in arhitekt Sh. A. Kleiman. Temelj Vorošilovskega mostu je končal načrt povojne obnove, ki se je začela leta 1947 na pobudo prvega sekretarja N. S. Patoličeva iz Rostovskega deželnega odbora VKP (b). Most je bil zgrajen z novo tehnologijo za tisti čas.
Pravokotni armiranobetonski votli bloki so bili pritrjeni med nosilce v obliki črke U z uporabo butilatnega lepila, skozi njih pa so bili potegnjeni jekleni kabli, na katere je bila dodana celotna konstrukcija. To je bila prva izkušnja take gradnje v ZSSR. Napredne so bile tehnologije prednapetega armiranega betona in lepljenih mostnih konstrukcij.
Že prej v mestu je bil glavni prehod na levi breg Dona most v podaljšku Budennovskega prospekta. V fazi gradnje se je razpravljalo o ideji o postavitvi obeliska na mostu, ki bi označeval mejo Evrope in Azije, saj po eni različici meja obeh delov sveta poteka ob reki Don. Vendar projekt ni bil izveden .
Sprva je bil Vorošilovski most zasnovan za delovanje s pretokom 19 tisoč avtomobilov na dan. Vendar pa se je s povečanjem števila avtomobilov v mestu povečala tudi obremenitev strukture - do 48-50 tisoč vozil. Temernitski most, zgrajen leta 2010, je omogočil podvojitev pretoka avtomobilov na Vorošilovskem mostu .

## Opis
Vorošilovski most je pomemben arhitekturni element Rostova na Donu. Avtorja projekta sta si zamislila povezavo z okoliško pokrajino in kombinacijo z mestno panoramo. Vodoraven potek mostu, ki je nadaljevanje linije Vorošilovskega prospekta, gladko preide v linijo nasipa na levem bregu, ki se v daljavo nadaljuje s cesto. Slikovita silhueta mostu privablja turiste in občane. Zaradi gladke ukrivljenosti razponskih konstrukcij, elegantnih in strogih opornikov se zdi most lahek in harmoničen. Dolžina mostu je 620 metrov, širina-12 metrov, višina nad reko-32 metrov; pod njim lahko prehajajo rečna plovila vseh vrst.

## Stanje mostu
22. oktobra 2007 je bil med rutinskim pregledom Vorošilovskega mostu ugotovljena razpoka, tako da je bil most za nedoločen čas zaprt za vse vrste prevoza in tudi za pešce. To je povečalo obremenitev ostalih dveh mostov in še poslabšalo prometne razmere v mestu. Decembra 2007 sta preko mostu začela voziti dva brezplačna zglobna avtobusa, ki sta vozila samo znotraj mostu in prevažata potnike z enega konca mostu na drugega.
Od 27. decembra 2007 se je začela vožnja rednih mestnih in "Batai" avtobusov, pod pogojem, da na mostu ni bilo več kot enega avtobusa in samo promet po vzhodnem vozišču mostu. 23. junija 2008 so na Vorošilovem mostu odprli promet za vse (razen za tovornjake) .
25. julija 2008 je bil blokiran promet po ulici Sivers na območju Pekarne št. 1 zaradi izgradnje novega mostu čez reko Don.

## Rekonstrukcija
Do konca leta 2017 oblasti Rostova na Donu nameravale rekonstruirati Vorošilovski most in ga razširiti iz dveh razpoložljivih pasov na šest. To naj bi dosegli z izgradnjo dveh novih mostov na mestu starega, z ločenima voznima površinama s po 3 prometnimi pasovi v vsaki smeri, na zunaj podobnega staremu mostu. V projektu je nekaj razlik - nova mostova imata jeklene razponske dele, bistveno so razširili glavni razpon za  ladijski promet (za kar so odstranili stare opornike na sredini Dona), zmanjšali so število podpor na levem bregu.
Predvidena razdalja med osmi starih in novih nosilcev - 14,4 m, med robovi mostnih konstrukcij 1-1,5 m. Zmogljivost mostu - 66 540 avtomobilov na dan, širina 36 metrov, širina pločnikov 3 metre; dolžina mostu čez vodno oviro - 624,2 m, z dostopnimi cestami - 1821 metrov.
V skladu s shemo in upodobitvijo, ki jo je MCU Direktorat za gradnjo objektov prometne infrastrukture v Rostovu na Donu, je v postopku obnove predvideno, da bo most opremljen s 4 dvigali, po dva na vsakem bregu, pa tudi vizirji prosojne konstrukcije nad delom za pešce.
Gradbena in inštalacijska dela so se začela jeseni 2013, zaključek del je bil predviden do 30. novembra 2017; skupni stroški dela so bili ocenjeni na 6,03 milijarde rubljev. Dela so potekala po predenem planu, osrednji razpon 2. mostu je bil postavljen 20. oktobra 2016.
Od 15. februarja 2014 je bil promet na starem Vorošilovskem mostu zaprt, most pa v celoti razstavljen. Odločitev o zaprtju mostu je bila sprejeta na podlagi sklepa inštituta  Проектмостреконструкция. Raziskava je pokazala povečanje neelastičnih deformacij nadgradnje, skupni odmik pa je znašal 63 centimetrov.
Od 11. avgusta 2015 je bilo odprt levi del Vorošilovskega mostu, 13. septembra 2017 pa tudi desni del mostu.